# Adenocline
Adenocline é um género botânico pertencente à família Euphorbiaceae.
Plantas nativas da África Austral estendendo-se até Malawi.

## Sinonímia
- Adenoclina Post & Kuntze (variante ortográfica)
- Diplostylis Sond.
- Paradenocline Müll.Arg.

## Espécies
Formado por 13 espécies:
| - Adenocline acuta - Adenocline bupleuroides - Adenocline humilis - Adenocline mercurialis - Adenocline ovalifolia | - Adenocline pauciflora - Adenocline procumbens - Adenocline serrata - Adenocline sessiliflora - Adenocline sessilifolia | - Adenocline stricta - Adenocline violaefolia - Adenocline zeyheri |

- Lista das espécies